# Аделејд Брук
Аделејд Брук (енгл. Adelaide Brooke) измишљени је лик у британској научнофантастичној телевизијској серији Доктор Ху који је тумачила Линдси Данкан.
Аделејд је накратко била сапутница Десетог Доктора (Дејвид Тенант). Током покушаја Далека да униште стварност, она је остала сироче када се оба њена родитеља никада нису вратила кући. Касније ју је одгајала бака и, како су године пролазиле, на крају је и сама постала мајка и бака. Била је заповедница базе Боуви један на Марсу крајем 2050-их.
У новембру 2059. године, база је била на удару воденог ентитета под називом Поплава. Она је одлучила да се жртвује како би спречила да ови вирусни облици живота заразе човечанство. То је њеној унуци Сузи Фонтани Брук дало жељу да буде пионирка свемирских путовања. Међутим, Доктор се умешао у Брукину судбину, а она је узела ствари у своје руке како би се побринула да преломни догађаји времена неће бити поништени, тако што је сама себи одузела живот. Хваљена је као јунакиња у новом временском току и даље подстрекујући своју унуку да настави обичај Брукових да путују у свемир.

## Биографија

### Рани живот
Аделејд је рођена у Финчлију, у северном Лондону, 12. маја 1999. године. Била је дете током отмице Далека и инвазије на Земљу 2009. године. Отац јој је рекао да остане у кући док он оде да тражи њену мајку. Аделејд више никада није видела своје родитеље и они никада нису пронађени. Малу Аделејд је уочио један Далек који је лебдео изнад њене куће. Далек је зурио у њу неколико тренутака, а онда се једноставно окренуо и одлетео − намерно јој поштедевши живот. Овај догађај ју је потстрекао да једног дана оде у свемир. Доктор је веровао да ју је Далек препознао као фиксну тачку у историји, а Господари времена су веровали да ју је Далек поштедео јер је мислио да је убијена пре него што је активирана бомба стварности, што је могло да утиче на њихову текућу инвазију.
Студирала је на Универзитету Кембриџ и стекла прву диплому из комбиноване физике и математике. Прешла је на Универзитет Рајс 2017. године, где је докторирала физику.

### Каријера
После Рајсове, радила је у Насином свемирском центру Џонсон у Хјустону у Тексасу. Брукова је постала прва изабрана кандидаткиња Насе која није била држављанка Сједињених Држава. Након жестоког, двогодишњег програма обуке, служила је у мисијама шатла. Упркос својој младости и неискуству у Наси, изабрана је да предводи пројекат Пит Стоп, који је користио Месец као штаб за допуну горива за истраживање планета. Ово се показало веома успешно, а истраживачки, беспилотни шатлови су послати на Нептун и Јупитер преко Месеца. Подаци до којих су дошли увелико су повећали знање човечанства о овим планетама.
Према њеној читуљи, са четрдесет две године била је чланица мисије на Марс од три особе. Била је прва жена која је тамо слетела. Након тога, водила је кампању да се Марс одабере као место за колонизацију. Међутим, Десети Доктор је тврдио да је девет људи у колонији Боуви база један 2058. било састављено од „првих људи на Марсу”, међу којима је била и Аделејд. Године 2058, када је Аделејд постала бака, повела је међународну посаду на Марс, на прву људску колонију на планети. Због тога је нашла славу на Земљи.

### Борба против Поплава
Године 2059. након седамнаест месеци успеха, чланове њене посаде Енди Стоун и Тарак Итал заузеле су Поплаве, вирусни облик живота. Покушала је да обузда заразу, што није успело пошто су Поплаве заразиле још три члана њене посаде и пошто је схватила да је обуздавање овог вируса немогуће, наредила је евакуацију. Аделејд је била сумњичава према поступцима и коментарима новопридошлог Доктора. Присилила га је да јој каже истину: Боуви база један ће бити уништен, а посада побијена. Ово је био фиксни тренутак у времену − није могао да је спаси.
Иако се борила да спасе колонисте, када се Доктор вратио да помогне, помирила се са својом судбином и поставила бројач за самоуништење базе. Доктор је пркосно искористио робота базе да призове свој ТАРДИС и спасао Мију Бенет, Јурија Керенског и њу, враћајући их на Земљу испред Аделејдине куће. Схватила је да ће њен опстанак променити живот њене унуке и можда људску историју, што је довело до тога да се она све више разбеснела на Доктора када је он одбацио проблем и назвао њене преживеле колеге као „мале људе”, рекавши му да је његово самопроглашено звање Победничког Господара времена погрешно.
Доктор је одбацио њену забринутост и она је ушла у своју кућу. ТАРДИС је приметио како гледа на Доктора са тужним осмехом, погледом који је препознала као онај који је носила када је напуштала бојна поља и пустош. Аделејд је одузела свој живот да би сачувала временски ток, при чему је њено самоубиство навело Доктора да схвати озбиљност својих поступака и брзо се покаје.

### Наслеђе
Према Доктору, Аделејдина унука Сузи Фонтана била је инспирисана сећањем на њу. Отишла је у свемир и пилотирала првим светлосним бродом до Проксиме Кентаура. Њени потомци водили су човечанство кроз свемир, а међу местима које су посетили били су и Змајева звезда, Небески појас Зимске краљице и Мапа Црвоточина Водене змије. Један од њих се заљубио у тандонијског принца и створио нову врсту.
Иако је Доктор спасао троје људи из Боуви базе један, Аделејдино самоубиство је осигурало да се временски ток не промени значајно. Њена смрт је била фиксна тачка у времену. Једина очигледна промена била је да је историја сада забележила да је умрла на Земљи, а не на Марсу, као и да је извршила самоубиство под „неразјашњеним околностима”. Миа и Јури испричали су свету причу о Боуви бази један и поздравили је као јунакињу. Ово, а не мистерија њене смрти на Марсу, било је оно што је инспирисало њену унуку.
Аделејдина судбина је тешко оптеретила Доктора. Њена смрт и каснији позив од Уда Сигме натерали су га да побегне у Мрачна времена пошто је открио Временски прелом настао Аделејдиним кратким преживљавањем.
Аделејд Брук је била јунакиња Девике Кален, астронаута која је истраживала атмосферу Венере 2090-их. Аделејдина биографија је написана након њене смрти. Анки је држала примерак у Музеју немогућег у Вербијеу јер се њен завршетак стално мењао.

## Друге стварности
Варијанта Аделејд је такође постојала у Цртаној димензији. Након што је себе прогласио „Победоносним Временским господаром”, Десети Доктор је одлучио да носи „највећу крагну икада” на својој одори Временских господара за коју је Аделејд признала да „није баш претња универзуму коју је [она] очекивала”.

## Личност
Аделејд Брук је била озбиљна жена која се често према другима држала хладно; сачувала је своју топлину за своју породицу. Иако јој је било стало до своје посаде, опходила се према њима на професионалан начин и захтевала пристојност и дисциплину. Један члан њене посаде је приметио да је давала похвале само ако је стање било озбиљно. Током напада поплава на Боуви базу један, била је схрвана пошто је видела како се два члана њене екипе, Стефи Ерлих и Роман Грум, трзају пошто су се заразили.
Аделејд је била несебична жена која се жртвовала да би сачувала историју. Иако је Доктора познавала мање од једног дана, брзо је прихватила да је он путник кроз време, чак и пре него што је путовала ТАРДИС-ом. Била је љута на Доктора када је спасао њу, Миу Бенет и Јурија Керенског, рекавши му да „Победоносни Временски господар греши!” и била је згрожена што је могао да промени историју читавог људског рода.